# Matthias N’Gartéri Mayadi
Matthias N’Gartéri Mayadi (* 1942 in Bedaya; † 19. November 2013) war ein tschadischer Geistlicher und römisch-katholischer Erzbischof von N’Djaména.

## Leben
Matthias N’Gartéri Mayadi empfing nach seinem Studium in Frankreich am 30. Dezember 1978 die Priesterweihe.
Papst Johannes Paul II. ernannte ihn am 28. Oktober 1985 zum Weihbischof in Sarh und Titularbischof von Thuburnica. Der Erzbischof von Ouagadougou, Paul Kardinal Zoungrana MAfr, spendete ihm am 12. April des nächsten Jahres die Bischofsweihe; Mitkonsekratoren waren Charles Louis Joseph Vandame SJ, Erzbischof von N’Djamena, und Henri Véniat SJ, Bischof von Sarh.
Am 7. März 1987 wurde er zum Bischof von Sarh ernannt. Am 11. Juni 1990 wurde er zum Bischof von Moundou ernannt. Am 31. Juli 2003 wurde er durch Papst Johannes Paul II. zum Erzbischof von N’Djamena ernannt. Matthias N’Gartéri Mayadi galt als moralisch und politisch sehr einflussreich im Tschad.
Er verstarb am 19. November 2013 in einem Ambulanzflugzeug auf dem Weg nach Lyon an den Folgen eines eine Woche zuvor erlittenen Schlaganfalls.